# Райнер Ольгаузер
Райнер Ольгаузер (нім. Rainer Ohlhauser, нар. 6 січня 1941, Неккаргемюнд) — німецький футболіст, що грав на позиції нападника. По завершенні ігрової кар'єри — тренер.
Виступав, зокрема, за клуби «Баварія» та «Грассгоппер», а також національну збірну Німеччини.
Чемпіон Німеччини. Триразовий володар Кубка Німеччини. Чемпіон Швейцарії. Володар Кубка Кубків УЄФА. 

## Клубна кар'єра
У дорослому футболі дебютував 1958 року виступами за команду клубу «Зандгаузен», в якій провів три сезони. 
Своєю грою за цю команду привернув увагу представників тренерського штабу клубу «Баварія», до складу якого приєднався 1961 року. Відіграв за мюнхенський клуб наступні дев'ять сезонів своєї ігрової кар'єри. Більшість часу, проведеного у складі мюнхенської «Баварії», був основним гравцем атакувальної ланки команди. У складі мюнхенської «Баварії» був одним з головних бомбардирів команди, маючи середню результативність на рівні 0,65 голу за гру першості. За цей час виборов титул чемпіона Німеччини, ставав володарем Кубка Німеччини (тричі), володарем Кубка Кубків УЄФА.
1970 року перейшов до клубу «Грассгоппер», за який відіграв 5 сезонів.  За цей час додав до переліку своїх трофеїв титул чемпіона Швейцарії. Завершив професійну кар'єру футболіста виступами за команду «Грассгоппер» у 1975 році.

## Виступи за збірну
1968 року провів свою першу і єдину гру у складі національної збірної Німеччини.

## Кар'єра тренера
Розпочав тренерську кар'єру відразу ж по завершенні кар'єри гравця, 1975 року, очоливши тренерський штаб клубу «Вінтертур», з яким пропрацював протягом сезону.
Останнім місцем тренерської роботи був клуб «Базель», головним тренером команди якого Райнер Ольгаузер був з 1982 по 1983 рік.

## Титули і досягнення
- Чемпіон Німеччини (1):

«Баварія»: 1968-1969
- Володар Кубка Німеччини (3):

«Баварія»: 1966, 1967, 1969
- Чемпіон Швейцарії (1):

«Грассгоппер»: 1970-1971
- Володар Кубка швейцарської ліги (2):

«Грассгоппер»: 1973, 1974-1975
- Володар Кубка Кубків УЄФА (1):

«Баварія»:  1966-1967